# Wisconsin International University College
Das Wisconsin International University College, Ghana (dt. Wisconsin Internationale Universität; kurz: WIUC) in North Legon, einem Vorort von Accra ist ein University College, das der Universität von Ghana, der Wisconsin International University und der Universität von Cape Coast angeschlossen ist. Die Zulassung in Ghana wurde diesem University College im Januar 2000 sowohl durch das National Accreditation Board verliehen als auch durch die International Professional Management Association in Großbritannien.
Die WIUC ist in die drei Fakultäten Erwachsenenbildung, Betriebswirtschaftslehre und Informationstechnologie unterteilt. In der Lehre sind an der WIUC 30 Mitarbeiter tätig.

## Abschlüsse
Die WIUC bietet folgende Master- und Bachelor-Abschlüsse an:
- Master in internationaler Betriebswirtschaft (engl. International MBA)
- Master in Betriebswirtschaftslehre (engl. Professional MBA)
- Master in Erwachsenenbildung (engl. MA in Adult Education)
- Master in Erwachsenenbildung und Betriebswirtschaftslehre (engl. MA in Adult Education and Business Management)
- (engl. BSc in Computer Science and Office Management)
- Bachelor of Science in Management und Informatik (engl. BSc in Management and Computer Studies)
- Bachelor of Arts in Betriebswirtschaft (engl. BA in Business Studies)

## Zusammenarbeit
Zwischen der WIUC und folgenden Instituten und Universitäten besteht eine enge Zusammenarbeit:
- Wisconsin International University
- University of Cape Coast, Cape Coast
- University of Ghana
- Chartered Institute of Managers (CIM), Ghana